# عثمان جمال کایگلی
عثمان جمال کایگلی (به ترکی استانبولی: Osman Cemal Kaygılı) (۴ اکتبر ۱۸۹۰،‌ استانبول - ۹ ژانویه ۱۹۴۵) نویسنده و روزنامه‌نگار ترک بود.
او در سال ۱۹۱۰ نوشتن در نشریه «اشک» را آغاز کرد. او از سال ۱۹۲۵ تدریس زبان ترکی در مدرسهٔ امام خطیب استانبول را شروع کرد و در سال ۱۹۳۲ به تدریس در رشدیهٔ پسرانهٔ چمبرلی‌تاش  پرداخت.
از سال ۱۹۳۱ نگارش در نشریهٔ «روز نو» را آغاز کرد. نوشته‌های او در این نشریه در ستونی به نام «گوشه و کنار استانبول» چاپ می‌شدند. پس از آن مطالبی با عنوان «آخرین تلگراف» در نشریه‌هایی از قبیل آکشام، اقدام، جمهوریت، سون ساعات و آچیک‌سوز منتشر کرد.

## آثار

### رمان
- کولی‌ها (Çingeneler)‏ - ۱۹۳۹
- آیگر فاطما (Aygır Fatma)‏ - ۱۹۴۴
- بکری مصطفی (Bekri Mustafa)‏ - ۱۹۴۴

### نمایش‌نامه
- دختر گورستان (Mezarlık Kızı)‏ - ۱۹۲۷
- شفاگر (Üfürükçü)‏ - ۱۹۲۵
- نمایش استانبول (İstanbul Revüsü)‏ - ۱۹۲۵